# Filipijnse regio

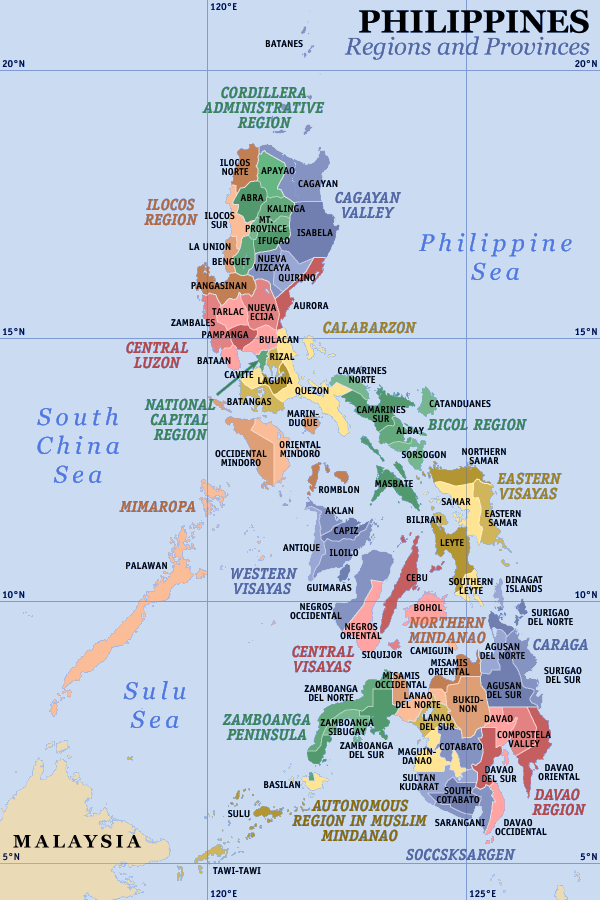
Regio's en provincies

Een regio is een bestuurlijke opdeling van de Filipijnen. Sinds 2002 is het land verdeeld in zeventien regio's die weer onderverdeeld zijn in 81 provincies. De regio's zijn vaak zo opgezet dat provincies met een gelijke culturele en etnische achtergrond bij elkaar ingedeeld zijn. Het Filipijnse woord voor regio is rehiyon.
De indeling in regio's is voor bestuurlijk gemak. De enige regio die ook als zodanig bestuurd wordt, is de Autonomous Region in Muslim Mindanao (ARMM). Deze regio heeft een gekozen regionale assemblee en gouverneur. De bedoeling was dat dit ook voor regio Cordillera Administrative Region zou gaan gelden, maar dit voorstel kwam niet door het Filipijns Congres heen. 
De lijst van zeventien regio's is onder te verdelen in drie groepen. Acht regio's in de eilandengroep Luzon, drie in de Visayas en zes in de zuidelijke groep Mindanao. 

## Luzon
| Kaart | Regio (Afkorting; alternatief)         | Regionale Centrum | Provincies                                                                   |
| ----- | -------------------------------------- | ----------------- | ---------------------------------------------------------------------------- |
|       | Metro Manila (Metro Manila)            | Manilla           | geen provincies                                                              |
|       | Cordillera Administrative Region (CAR) | Baguio            | - Abra - Apayao - Benguet - Ifugao - Kalinga - Mountain Province             |
|       | Ilocos Region (Region I)               | San Fernando      | - Ilocos Norte - Ilocos Sur - La Union - Pangasinan                          |
|       | Cagayan Valley (Region II)             | Tuguegarao        | - Batanes - Cagayan - Isabela - Nueva Vizcaya - Quirino                      |
|       | Central Luzon (Region III)             | San Fernando      | - Aurora - Bataan - Bulacan - Nueva Ecija - Pampanga - Tarlac - Zambales     |
|       | CALABARZON (Region IV-A)               | Calamba City      | - Batangas - Cavite - Laguna - Quezon - Rizal                                |
|       | MIMARO (Region IV-B)                   | Calapan           | - Marinduque - Occidental Mindoro - Oriental Mindoro - Romblon               |
|       | Bicol Region (Region V)                | Legazpi City      | - Albay - Camarines Norte - Camarines Sur - Catanduanes - Masbate - Sorsogon |

## Visayas
- Western Visayas (Region VI)
- Central Visayas (Region VII)
- Eastern Visayas (Region VIII)

## Mindanao
- Zamboanga Peninsula (Region IX)
- Northern Mindanao (Region X)
- Davao Region (Region XI)
- SOCCSKSARGEN (Region XII)
- Caraga (Region XIII)
- Autonomous Region in Muslim Mindanao (ARMM)